# Rode heidelucifer
De rode heidelucifer (Cladonia floerkeana) is een staafvormig korstmos uit de familie van de Cladoniaceae (rendiermosachtigen) dat vrij algemeen voorkomt in lichte bossen, heiden, stuifzanden en duinen.

## Uiterlijke kenmerken
Het staafvormige tot vertakte thallus is grijs met rode apotheciën. De grondschubben zijn helder grijs, meestal dakpansgewijs afstaand. De podetiën zijn staafvormig tot knotsvormig, meestal vertakt met grove sorediën aan het oppervlak en aan de top veel afstaande grijze schubben. Aan de top bevinden zich ook de apotheciën en zijn vaak zwarte of rode puntvormige pycnidiën zichtbaar.
Verwarring is mogelijk met de dove heidelucifer en het rood bekermos. De eerste heeft fijnere sorediën en meestal een groene tint. De tweede heeft duidelijke bekers in plaats van staafjes en een geelgroene tint.
Het heeft de volgende kenmerkende kleurreacties: K- of zelden K+ (geel), C-, KC-, P- of zelden P+ (geel), UV- of zelden UV+ (blauwig).

## Verspreiding
De rode heidelucifer komt voor op zuur strooisel, ruwe humus en kaal zand, maar ook op rottend hout en boomstronken en soms op rieten daken. Daarnaast komt de soort veel voor op de schors van berken en grove dennen en op goed belichte takken van zomereiken. In de systematiek van de mossen- en korstmossengemeenschappen is rode heidelucifer een kensoort van de klasse van purpersteeltje en ruig haarmos en een differentiërende soort binnen de klasse van vertakt bekermos en neptunusmos.